# 金发女郎之恋
《金发女郎之恋》（捷克語：Lásky jedné plavovlásky）是一部1965年的捷克斯洛伐克电影，米洛斯·福尔曼导演。

## 剧情
Andula是个女工，生活在一个衰落的捷克工业小镇上。一次她与从布拉格来的乐队钢琴家Milda睡了觉。后来她去Milda的家中找他，但是他的母亲不接受她，在Milda第二天返回后，她发现Milda原来只是逢场作戏。

## 獎項
《金发女郎之恋》提名1967年金球奖最佳外语片和奥斯卡最佳外语片 。

## 外部連結
- 互联网电影数据库（IMDb）上《Loves of a Blonde》的资料（英文）
- AllMovie上《Loves of a Blonde》的资料（英文）
- Criterion Collection essay by David Kehr （页面存档备份，存于）
- Loves of a Blonde review from the New York Times.